# Rhondia oxyoma
Rhondia oxyoma är en skalbaggsart som först beskrevs av Leon Fairmaire 1889.  Rhondia oxyoma ingår i släktet Rhondia och familjen långhorningar. Inga underarter finns listade i Catalogue of Life.